# High Pressure Nervous Syndrome
Das High Pressure Nervous Syndrome (HPNS), umgangssprachlich auch Heliumzittern oder Heliumtremor genannt, ist eine Störung des zentralen Nervensystems durch die Atmung von Helium in Atemgasgemischen bei hohen Heliumpartialdrücken.

## Auftreten
HPNS tritt vor allem beim technischen Tauchen in mehreren hundert Metern Tiefe auf. In diesen Tiefen kann Luft nicht mehr als Atemgas eingesetzt werden, weil Sauerstoff ab einem Partialdruck von etwa 1,6 bar giftig wirkt (Sauerstofftoxikose) und Stickstoff zunehmend Tiefenrausch auslöst. Deshalb wird in speziellen Atemgasen, wie Trimix, Heliox oder Hydreliox, der Sauerstoffanteil gesenkt und der Stickstoff teilweise oder komplett durch Helium ersetzt, das nicht narkotisch wirkt.

## Symptome
Zuerst setzt ein unkontrolliertes Zittern von Körperteilen ein, das Heliumzittern. Später kann es zu Schwindel, Koordinationsstörungen und teilweise tödlichen Krämpfen kommen. Teilweise lassen die Symptome aber auch wieder nach oder verschwinden ganz – bei fortgesetzter Aufnahme.

## Abhilfe
Teilweise kann das HPNS durch Zufügen eines narkotischen Gases wie Wasserstoff oder Stickstoff eingeschränkt werden, wodurch die toxische Wirkung von Helium teilweise aufgehoben wird. Deutliche Erfolge können damit aber nicht erreicht werden.